# Dingbo
Dingbo (kinesiska: 定波, 定波乡) är en socken i Kina. Den ligger i provinsen Sichuan, i den sydvästra delen av landet, omkring 460 kilometer väster om provinshuvudstaden Chengdu. Antalet invånare är 1553. Befolkningen består av 716 kvinnor och 837 män. Barn under 15 år utgör 27,0 %, vuxna 15-64 år 68 %, och äldre över 65 år 4,0 %.
Genomsnittlig årsnederbörd är 643 millimeter. Den regnigaste månaden är juli, med i genomsnitt 193 mm nederbörd, och den torraste är november, med 1 mm nederbörd.